# Dysphania anthelmintica
Dysphania anthelmintica es una especie de planta herbácea perteneciente a la familia Amaranthaceae.

## Taxonomía
La especie fue descrita inicialmente como Chenopodium anthelminticum por Carlos Linneo y publicada en Species Plantarum 1: 220, en 1753, actualmente, es tanto un sinónimo como el basónimo de esta; y ulteriormente, sería transferida al género Dysphania por Serhí Mosiakin y Steven Earl Clemants en Ukrajins'kyj Botaničnyj Žurnal, n.s. 59(4): 382, en 2002.

#### Etimología
Véase: Dysphania
anthelmintica: epíteto compuesto de los vocablos griegos ἀντι (anti); "en contra, opuesto", y ἕλμινς, -νθος (helmins, -nthos); "gusano"; "antihelmíntico, vermífugo", en referencia al uso medicinal de la especie.